# Gustave Aimard
Gustave Aimard (13. září 1818, Paříž – 20. června 1883, tamtéž) byl francouzský spisovatel dobrodružných knih, z nichž převážná část se dá zařadit do žánru westernu.

## Životopis
Gustave Aimard, vlastním jménem Olivier Gloux, se narodil roku 1818 v Paříži. Jako dvanáctiletý se nechal najmout jako plavčík na rybářskou loď. Stal se námořníkem a během svých plaveb se nechtěně stal svědkem lokálních válek v Turecku, na Kavkaze a v Jižní Americe. Při pobytu v Jižní Americe dezertoval z lodi a potloukal se po brazilských pampách, v Texasu a v Mexiku. Po nástupu Napoleona III. k moci byl nucen kvůli své aktivní účasti v revoluci z roku 1848 odjet jako účastník geografické expedice do Jižní Ameriky. Po návratu do Francie začal psát pod pseudonymem Aimard (jméno jeho matky za svobodna) dobrodružné knihy, jejichž náměty vytěžil ze svých cest. První román Zálesáci z Arkansasu (Les Trappeurs de l'Arkansas) vydal roku 1858. Během francouzsko-pruské války v roce 1870 působil jako velitel domobrany.
Kolem roku 1881 se začala u psychicky vyčerpaného Aimarda projevovat duševní porucha, která se neustále prohlubovala. Nakonec musel být Aimard hospitalizován v ústavu pro choromyslné u Svaté Anny v Paříži, kde také roku 1883 zemřel.

## Dílo
Aimard patří k nejplodnějším francouzským romanopiscům 19. století. Jeho dílo čítá 119 titulů, přičemž některé z nich psal po vzoru Alexandra Dumase staršího společně se spolupracovníky ve své továrně na romány. Ve svých knihách, odehrávajících se převážně na mexicko-americkém pohraničí, využil velké množství autobiografických prvků a na mnohých je znát vliv amerického spisovatele Jamese Fenimora Coopera a jeho Příběhů Kožené punčochy. To, že psal pro nejméně náročnou vrstvu čtenářů, se pochopitelně podepsalo na kvalitě některých jeho děl (negativní vliv mělo i jejich veliké množství), přesto je úspěch nejlepších Aimardových knih dodnes trvalý.
K nejznámějším Aimardovým románům patří:
- Les trappeurs de l'Arkansas (1858, Zálesáci z Arkansasu),
- Le Chercheur de pistes (1858, Stopař), česky jako Stopovač
- La Loi du Lynch (1859, Zákon lynče), česky jako Lynchův soud,
- Les Pirates des prairies (1859, Piráti prérie), pokračování knihy Stopař.
- L’Éclaireur (1859, Zvěd),
- La Fièvre d’or (1860, Zlatá horečka),
- La grande flibuste (1860, Velký flibustýr),
- Les aventuriers (1863, Dobrodruzi), první díl cyklu Králové oceánu (Les Rois de l’océan) odehrávajícího se v 17. století,
- Les Nuits mexicaines (1864, Mexické noci),
- Zéno Cabral (1864), kniha o muži, se kterým se seznámil na svých toulkách v Brazílii,
- Les Bohêmes de la mer (1865, Bohéma moře), druhý díl cyklu Králové oceánu.
- La Castille d'or (1865, Zlatá Kastílie), třetí díl cyklu Králové oceánu.
- Les Forestiers du Michigan (1867, Zálesáci z Michiganu),
- Les Outlaws du Missouri (1868, Psanci z Missouri),
- Ourson Tête-de-Fer (1868, Medvěd Železná hlava), chronologicky osmý a závěrečný díl cyklu Králové oceánu.
- Le forestier (1869, Zálesák), čtvrtý díl cyklu Králové oceánu.
- La Forêt vierge (1870, Panenský les), trilogie,
- Les Titans de la mer (1873, Titáni moře), pátý díl cyklu Králové oceánu.
- Les Rois de l’océan (1877, Králové oceánu), dva díly, šestý a sedmý díl cyklu Králové oceánu.
- Jim l’Indien (1879, Indián Jim), společně s Julesem Berliozem d’Auriac,
- Le fils du soleil (1879, Synové slunce),
- Le Rapt (1879, Únos),
- Les Bandits de l'Arizona (1881, Bandité z Arizony),
- Le Robinson des Alpes (1888, Alpský robinson), posmrtně.

## Česká vydání
- Alpský robinson, Josef Pecl, Praha 1913,
- V mexických prériích, Antonín Svěcený, Praha 1916, znovu 1922.
- Mexické dobrodružství, Národní politika, Praha 1921, přeložil Vl. Rovinský, povídka na pokračování
- El Dorado, Obelisk, Praha 1924, přeložil Adolf Muťovský,
- Stopovač, Karel Vačlena, Jablonec nad Nisou 1924, přeložil Karel Vačlena,
- Piráti prérie, Karel Vačlena, Jablonec nad Nisou 1924, přeložil Karel Vačlena, pokračování knihy Stopovač.
- Lynchův soud, Karel Vačlena, Železný Brod 1925, přeložil Karel Vačlena,
- Zálesáci z Arkansasu, Albatros, Praha 1971, přeložil Václav Cibula,
- V mexických prériích, Gabi, Český Těšín 1993.

Bohužel, u některých českých titulů se nepodařilo zjistit, o které originální Aimardovo dílo jde.